# اشلند (حوزه سرشماری)، نیوهمپشایر
اشلند (به انگلیسی: Ashland) یک منطقهٔ مسکونی در ایالات متحده آمریکا است که در نیوهمپشایر واقع شده‌است. اشلند ۳٫۳۵ کیلومتر مربع مساحت و ۱٬۲۴۴ نفر جمعیت دارد و ۱۷۰٫۶۹ متر بالاتر از سطح دریا واقع شده‌است.